# Белоспинная ласточка
Белоспинная ласточка (лат. Cheramoeca leucosterna) — вид небольших воробьиных птиц из семейства ласточковых (Hirundinidae), единственный в одноимённом роде (Cheramoeca).

## Описание
Небольшая птицы, длина тела до 15 см, масса 12—16 г. Шея короткая, тело обтекаемой формы. Клюв широкий, короткий. Хвост раздвоенный. Окраска тела темная. Голова, спина, грудь, основания крыльев — белые. Белоспинная ласточка имеет глубоко раздвоенный хвост. Клюв черный; ноги и ступни серые. Полы имеют схожую окраску.

## Ареал
Эндемик Австралии, обитает только в её внутренних районах.

## Местообитания
Оседлая птица. Населяет сухие открытые местообитания в субтропическом поясе Австралии. Распространение строго привязано к песчаным обрывам по берегам рек. Иногда образуют небольшие колонии.

## Образ жизни
Выкапывают нору, глубиной до 60 см, которая заканчивается гнездовой камерой. В ней сооружается некое подобие гнезда в виде подстилки из трав, листвы и пуха. Белоспинные ласточки насекомоядны. Рациона зависит от географического региона и времени года.